# Gauliga Südwest/Mainhessen
La Gauliga Südwest/Mainhessen fue la liga de fútbol más importante del Estado de Hesse, la provincia bávara del Palatinado, Sarre y algunas partes de Hesse-Nassau en Prusia durante el periodo de la Alemania Nazi de 1933 a 1941.

## Historia
La liga fue creada en 1933 por orden de la Oficina Nazi de Deportes luego de que el régimen nazi tomara el poder en Alemania a causa del Tercer Reich reemplazando a la Bezirksliga Rhein-Saar y la Bezirksliga Main-Hessen como las ligas más importantes de la zona.
La primera temporada de la liga contó con la participación de 12 equipos procedentes de los estados de Prusia, Baviera, Hesse y Sarre, y este último estado se anexó a Alemania en 1933. Los 12 equipos se enfrentaban todos contra todos a dos vueltas, en donde el campeón clasificaba a la fase nacional de la Gauliga, mientras que los últimos tres equipos de la temporada descendían de categoría. En la temporada siguiente la cantidad de equipos bajó a 11 y en la temporada 1935/36 bajó a 10 pero con solo dos descensos, manteniendo el formato hasta 1939.
En la temporada 1939/40 la liga cambió su formato a causa de la Segunda Guerra Mundial, dividiéndose en dos grupos: Saarpfalz y Mainhessen, en donde los ganadores de cada grupo disputaban una final a visita recíproca en la que el ganador jugaba la fase final de la Gauliga. En la temporada 1940/41 los grupos eran de ocho equipos, siendo esta la última temporada de la liga ya que se dividió en dos Gauligas separadas: la Gauliga Hessen-Nassau y la Gauliga Westmark.

## Equipos Fundadores
Estos fueron los 12 equipos que disputaron la temporada inaugural de la liga en 1933/34:
| - Kickers Offenbach - FK Pirmasens - Wormatia Worms - Eintracht Frankfurt | - Borussia Neunkirchen - FSV Frankfurt - 1. FC Kaiserslautern - Sportfreunde Saarbrücken | - Phönix Ludwigshafen - SV Wiesbaden - FSV Mainz 05 - Alemannia/Olympia Worms |

## Lista de campeones
| Temporada | Campeón             | Finalista            |
| --------- | ------------------- | -------------------- |
| 1933-34   | Kickers Offenbach   | FK Pirmasens         |
| 1934-35   | Phönix Ludwigshafen | FK Pirmasens         |
| 1935-36   | Wormatia Worms      | FK Pirmasens         |
| 1936-37   | Wormatia Worms      | Eintracht Frankfurt  |
| 1937-38   | Eintracht Frankfurt | Borussia Neunkirchen |
| 1938-39   | Wormatia Worms      | FSV Frankfurt        |
| 1939-40   | Kickers Offenbach   | 1. FC Kaiserslautern |
| 1940-41   | Kickers Offenbach   | FV Saarbrücken       |

## Posiciones Finales 1933-41
| Club                     | 1934 | 1935 | 1936 | 1937 | 1938 | 1939 | 1940 | 1941 |
| ------------------------ | ---- | ---- | ---- | ---- | ---- | ---- | ---- | ---- |
| Kickers Offenbach        | 1    | 3    | 6    | 3    | 4    | 4    | 1    | 1    |
| Wormatia Worms           | 3    | 5    | 1    | 1    | 3    | 1    | 5    |      |
| Eintracht Frankfurt      | 4    | 7    | 3    | 2    | 1    | 3    | 2    | 3    |
| FSV Frankfurt            | 6    | 4    | 5    | 5    | 5    | 2    | 3    | 5    |
| SV Wiesbaden             | 10   |      |      | 8    | 7    | 5    | 4    | 7    |
| FSV Mainz 05             | 11   |      |      |      |      |      |      |      |
| Alemannia/Olympia Worms  | 12   |      |      |      |      |      |      |      |
| Union Niederrad          |      | 6    | 8    | 9    |      |      | 5    | 6    |
| Opel Rüsselsheim         |      |      | 9    |      | 10   |      | 7    |      |
| Rot-Weiß Frankfurt       |      |      |      |      |      | 9    | 6    | 2    |
| GfL Darmstadt            |      |      |      |      |      |      | 7    |      |
| Germania 94 Frankfurt    |      |      |      |      |      |      |      | 8    |
| Borussia Neunkirchen     | 5    | 8    | 4    | 4    | 2    | 6    | 2    | 3    |
| 1. FC Kaiserslautern     | 7    | 10   |      |      | 9    |      | 1    | 2    |
| Sportfreunde Saarbrücken | 8    | 9    |      | 10   |      |      |      |      |
| Phönix Ludwigshafen      | 9    | 1    | 10   |      |      |      |      |      |
| Saar 05 Saarbrücken      |      | 11   |      |      |      |      |      |      |
| FV Saarbrücken           |      |      | 7    | 6    | 8    | 8    |      | 1    |
| TSG 61 Ludwigshafen      |      |      |      |      |      | 7    | 4    | 7    |
| VfR Frankenthal          |      |      |      |      |      |      | 3    | 4    |
| SpVgg Mundenheim         |      |      |      |      |      |      |      | 6    |
| SG Burbach               |      |      |      |      |      |      |      | 8    |